# Ethelweard av England
Ethelweard, född omkring 904, död 2 augusti 924, var kung av Wessex mellan 17 juli och 2 augusti 924.
Han var son till Edvard den äldre och Elfleda.
Enligt en version av Anglo-Saxiska krönikan utsågs Ethelweard (en boklärd pojke) till kung. 
Förmodligen blev han eremit vid Bridgnorth, och valdes till kung av witan efter faderns död. Ethelweard dog i Oxford efter att ha varit kung i bara sexton dagar. Vissa menar att han blev lönnmördad på halvbrodern  Athelstans order. 
Ethelweard begravdes katedralen i Winchester.